# كليفورد سميث (ممثل)
كليفورد سميث (بالإنجليزية: Clifford Smith)‏ هو منتج أفلام وممثل أمريكي، ولد في 22 أغسطس 1894 في ريتشموند في الولايات المتحدة، وتوفي في 17 سبتمبر 1937 في لوس أنجلوس في الولايات المتحدة بسبب التهاب البريتون.

## وصلات خارجية
- كليفورد سميث على موقع IMDb (الإنجليزية)
- كليفورد سميث على موقع قاعدة بيانات الفيلم (الإنجليزية)